# Euphorbia deppeana
Euphorbia deppeana är en törelväxtart som beskrevs av Pierre Edmond Boissier. Euphorbia deppeana ingår i släktet törlar, och familjen törelväxter. IUCN kategoriserar arten globalt som akut hotad.
Artens utbredningsområde är Hawaii. Inga underarter finns listade i Catalogue of Life.